# Meclizina
A meclizina, vendida sob o nome de bonina, entre outros, é um anti-histamínico usado para tratar enjoos e tonturas (vertigens). É tomado por via oral. Os efeitos geralmente começam em uma hora e duram até um dia.

## Efeitos colaterais e mecanismos
Os efeitos colaterais comuns incluem sonolência e boca seca. Os efeitos colaterais graves podem incluir reações alérgicas. O uso na gravidez parece seguro, mas não foi bem estudado, embora o uso na amamentação seja de segurança incerta. Acredita-se que ele atue em parte por mecanismos anticolinérgicos e anti-histamínicos.

## Sociedade e cultura
A meclizina foi patenteada em 1951 e passou a ser usada na medicina em 1953. Ela está disponível como medicamento genérico e, muitas vezes, sem receita. Em 2018, era o 139.º medicamento mais comumente prescrito nos Estados Unidos, com mais de quatro milhões de prescrições.